# ウス市
ウス市（烏蘇市）は、中華人民共和国新疆ウイグル自治区イリ・カザフ自治州タルバガタイ地区に位置する県級市。
新疆西北部、ウルムチとクイトゥンの西、カラマイの南に位置する。北疆鉄道と312国道が通る。

## 行政区画
4街道、10鎮、5郷、2民族郷を管轄：
- 街道弁事処：南苑街道、虹橋街道、新市区街道、奎河街道
- 鎮：ベイヤングー鎮（白楊溝鎮）、ハトゥブフ鎮（哈図布呼鎮）、皇宮鎮、チェペイゼ鎮（車排子鎮）、ゲンホザ鎮（甘河子鎮）、バイチワン鎮（百泉鎮）、シェギショル鎮（四棵樹鎮）、古爾図鎮、西湖鎮、西大溝鎮
- 郷：八十四戸郷、ジャホザ郷（ジャフズ郷、夾河子郷）、九間楼郷、石橋郷、頭台郷
- 民族郷：ジルギルティ・ゴリン・モンゴル族郷（吉爾格勒特郭楞蒙古族郷）、タブリハト・モンゴル族郷（塔布勒合特蒙古族郷）